# Franz Schob
Franz Schob (* 15. Januar 1877 in Meerane; † 20. August 1942 in Dresden) war ein deutscher Nervenarzt und Psychiater sowie Hochschullehrer an der TH Dresden.

## Leben
Der Pfarrersohn Schob besuchte die Fürstenschule in Grimma und studierte Medizin in Leipzig sowie Tübingen. Während seines Studiums wurde er 1896 Mitglied der Sängerschaft Arion Leipzig. Er wurde Assistent an der Psychiatrie der Universität Leipzig bei Paul Flechsig. Nach zwei Jahren in der Heilanstalt Sonnenschein bei Pirna wurde er 1908 Assistenzarzt in Dresden bei Sigbert Ganser. Hier wurde er Stadtmedizinalrat. Im Ersten Weltkrieg war er Regimentsarzt und übernahm 1918 die Leitung eines Lazaretts für Hirnverletzte. 1921 ging er in Abordnung an die Deutsche Forschungsanstalt für Psychiatrie München zu Walther Spielmeyer. 1923 wurde er Abteilungsleiter der Städtischen Heil- und Pflegeanstalt Dresden. 1925 habilitierte er sich an der TH Dresden für Psychopathologie des Kindes. 1928 wurde er Abteilungsleiter für chronisch Geisteskranke. 1930 wurde er als ao. Professor an die TH Dresden berufen. 1936 wurde er zum stellvertretenden Leiter der Dresdner Städtischen Nervenklinik in der Löbtauer Straße (heute Seniorenheim) ernannt. Außerdem wirkte er als Schularzt für Hilfsschulen und war am Erbgesundheitsgericht als Gutachter tätig. Er war für seine Forschungen an kranken Hirnen und den anatomischen Voraussetzungen für Geisteskrankheiten bekannt. 1934 bis 1936 war er Vorsitzender der Gesellschaft für Natur- und Heilkunde. Im November 1933 unterzeichnete er das Bekenntnis der deutschen Professoren zu Adolf Hitler.
Er wohnte ab 1934 in seinem Haus in Dresden-Wachwitz, Wachwitzer Bergstraße 21.

## Schriften
- Ein Beitrag zur pathologischen Anatomie der multiplen Sklerose, Diss. 1907
- Über psychische Störungen nach Durchschuss beider Stirnlappen, 1921/22